# Heptathela kimurai
Heptathela kimurai este un păianjen mezotelid din sud - estul Asiei.

## Etimologie

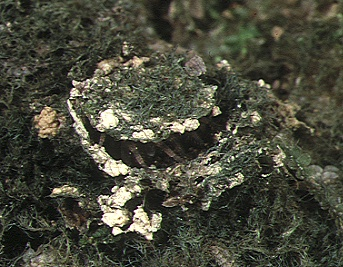
Vizuină camuflată a H. kimurai

Specia H. kimurai a fost numită în onoarea savantului japonez Kimura Arika, care a descoperit-o în 1920.

## Descriere
Specia poate ajunge până la 3 cm lungime. Cu toate că păianjenii Heptathela kimurai nu au glande de venin, posedă, în schimb, chelicere puternice și pot produce mușcături destul de dureroase. Opistosoma este segmentat, cea ce nu poate fi observat la alți păianjeni. Organele filiere sunt localizate median pe opistosomă, spre deosebire de amplasarea mai eficientă în partea posterioră. 

## Ecologie
Sapă vizuni în sol camuflându-le cu frunze, crenguțe, particule de sol, argilă. Când pleacă la o vânătoare, păianjenul țese un fir în urma lui. Aceasta îi ajută să găsească drumul spre vizuină la întoarcere.

Împerecherea are loc în lun septembrie. Atunci, masculii părăsesc vizuinele în căutarea femelei. Femela fixează ponta de pereții vizuinii cu ajutorul mătasei, astfel încât ouăle sunt protejate. 

H. kimurai se întâlnește în Japonia.

## Sistematică
Specia include 4 subspecii răspândite, de asemena, în Japonia]]:
- Heptathela kimurai amamiensis
- Heptathela kimurai higoensis
- Heptathela kimurai yanbaruensis
- Heptathela kimurai yakushimaensis